# Élections législatives béninoises de 1984
Les élections législatives béninoises de 1984 se sont déroulées le 10 juin 1984 en République populaire du Bénin.
Le général Mathieu Kérékou, président de la république populaire, et dirigeant du seul parti politique du pays, le Parti de la révolution populaire du Bénin, choisit ses 196 représentants, et les électeurs avaient le choix d'approuver ou de refuser cette législature.

## Résultats
| Choix                    | Votes     | %    |
| ------------------------ | --------- | ---- |
| Oui                      | 1 811 808 | 98,2 |
| Non                      | 27 720    | 1,9  |
| Votes blancs et nuls     | 5 119     | –    |
| Total                    | 1 851 044 | 100  |
| Inscrits / Participation | 1 987 173 | 93,1 |